# 이오시프 코브존
이오시프 다비도비치 코브존(러시아어: Иосиф Давыдович Кобзон, 1937년 9월 11일 ~ 2018년 8월 30일)은 소련과 러시아의 가수이다.

## 가수 경력
이오시프 코브존은 1937년 9월 11일에 우크라이나 도네츠크주 차시우야르에서 유대인 부모의 아들로 태어났다. 어린 시절부터 노래에 재능이 있었고 노래 부르기 경연 대회에서 여러 차례 우승을 차지하기도 했다. 드니프로페트로우스크(현재의 우크라이나 드니프로) 기술학교에서 지질학, 광업을 전공하던 도중에 소련군 가무단 소속 전문 음악 강사와의 만남을 계기로 가수로 활동하기로 결심한다.
코브존은 1958년에 러시아 모스크바에 위치한 그네식 음악원에 입학하면서 가수로 데뷔했고 1962년에는 자신의 첫 LP 음반을 발매했다. 1964년에는 폴란드 소포트에서 열린 국제 친선 음악제에서 우승을 차지했고 폴란드 바르샤바, 동독 동베를린, 헝가리 부다페스트에서 열린 국제 음악제에서도 연달아 우승을 차지했다.
코브존은 1969년에 제2차 세계 대전에서 전사한 병사들을 추모하는 내용을 소재로 한 노래 《백학》(러시아어: Журавли, Zhuravli)을 발표했다. 러시아 다게스탄 공화국 출신의 시인인 라술 감자토프(러시아어: Расул Гамзатов, 1923년 ~ 2003년)가 작사하고 작곡가인 얀 프렌켈(러시아어: Ян Френкель, 1920년 ~ 1989년)이 작곡한 이 노래는 대한민국의 SBS에서 방영된 텔레비전 드라마 《모래시계》에 사용되기도 했다. 1980년에는 소련 정부로부터 인민예술가 칭호를 받았다.
코브존은 1983년에 열린 국제 친선 음악제에서 유대인의 노래를 불러 아랍권 국가들의 항의를 받았고 이를 계기로 소련 공산당에서 제명당했다. 하지만 1년 만에 복권되었고 1984년에 소련 정부로부터 소련 국가상을 받았다. 구소련 국가들의 주요 도시를 오가면서 솔로 콘서트를 개최하면서 명성을 얻었고 크루너 스타일의 노래를 발표하면서 "러시아의 프랭크 시나트라"라는 별칭으로 부르기도 했다.
코브존은 1997년까지 세계 각지를 오가면서 솔로 콘서트를 개최했으며 그 이후에는 러시아의 주요 도시에서 열린 콘서트, 러시아의 텔레비전 방송에 출연했다. 2007년에는 러시아에서 가장 많은 음반이 팔린 가수라는 기네스북 기록을 수립했다.

## 정치 경력
이오시프 코브존은 1989년부터 러시아 의회 의원으로 활동하면서 소련의 유대인 문화의 발전에 기여했다. 1990년대 초반에는 러시아 각지의 고아들에 대한 자선 활동을 전개했을 정도로 러시아 국민들의 명예와 존엄성을 위한 정치 활동을 전개했다.
코브존은 2002년에 일어난 모스크바 극장 인질극의 주요 협상자로 참여하여 3명의 자녀를 둔 어머니와 영국 시민권자의 석방에 기여했다. 2003년에는 독립국가연합의 문화, 음악, 인도주의, 정치 분야에서 뛰어난 공적을 세운 사실을 인정받아 우크라이나 도네츠크에 코브존의 동상이 건립되었다. 코브존은 통합 러시아의 당원으로 활동했으며 2005년부터 2007년까지 러시아 국가두마 문화위원회 위원장을 역임했다. 2009년에는 모스크바 명예 시민 칭호를 받았다.
코브존은 2014년 3월에 러시아의 예술인 500명이 공동으로 발표한 러시아의 크림 공화국 합병을 지지하는 공개 서한에 서명했다. 이 때문에 코브존은 2014년 7월에 라트비아 정부가 발표한 라트비아 입국이 금지된 러시아 출신 예술가 명단에 포함되었고 2014년 가을에는 우크라이나 보안원으로부터 우크라이나 입국 금지 조치를 받았다. 또한 우크라이나 드니프로페트로우스크 시의회(2014년 9월 3일), 폴타바 시의회(2014년 11월 25일), 크라마토르스크 시의회(2015년 1월 28일)는 코브존에게 부여했던 명예 시민 칭호를 박탈했다.
코브존은 생전에 "우크라이나의 파시스트 정권을 배격한다."는 입장을 표명했을 정도로 러시아의 우크라이나 위기 개입을 적극 지지했고 우크라이나의 친러시아 분리주의 반군 진영이 수립한 도네츠크 인민공화국의 수장이었던 알렉산드르 자하르첸코로부터 '러시아 주재 도네츠크 인민공화국 명예영사'로 임명되었다. 또한 돈바스 전쟁이 일어난 우크라이나 도네츠크주, 루한스크주에 인도주의 봉사단을 파견하는 한편 현지 주민들을 위한 콘서트를 개최했다. 이 때문에 코브존은 2015년 2월에 유럽 연합이 발표한 우크라이나 위기와 관련된 개인 제재 대상자 명단에 포함되었다.
2016년 4월 21일에는 러시아 정부로부터 연방노동영웅 칭호를 받았다. 코브존은 2005년부터 전립선암으로 인한 투병 생활을 했으며 2018년 8월 30일에 향년 80세를 일기로 사망했다.